# Darker than Black
Darker than Black: -Kuro no Keiyakusha- (Darker than BLACK -黒の契約者- Dākā zan Burakku: Kuro no Keiyakusha?, lit. Más oscuro que el negro: El contratista de negro) es una serie de anime dirigida por Tensai Okamura y producida por el estudio BONES. Fue estrenada en Japón el 5 de abril de 2007 en MBS, TBS, y sus cadenas afiliadas. La serie también se emitió por televisión satélite en Animax desde mayo de 2007. Desde agosto de 2009 ha sido transmitida por la señal de cable premium Cityvibe. La banda sonora está compuesta por Yōko Kanno. La serie ha sido adaptada en dos mangas, serializados en las revistas Gekkan Asuka y Young Gangan. El anime fue premiado como Mejor Anime Original por GoGoplex, una popular revista de adolescentes. Con 4 Ovas hasta el momento
La serie posee una secuela titulada Darker than Black: Ryūsei no Gemini (DARKER THAN BLACK-流星の双子- Dākā Zan Burakku -Ryūsei no Jemini-?, lit. Mas oscuro que el negro: Gemelos de los meteoritos) que empezó su transmisión en los primeros días de octubre de 2009.

## Argumento
Diez años antes de lo que se presenta como el inicio de la serie, aparece un fenómeno sobrenatural en Tokio y América del Sur, principalmente afectando a Brasil, convirtiéndoles en una zona de acceso y exploración casi imposibles. Estos fenómenos y a las zonas resultantes se les conoce como "Hell's Gate" (La puerta del Infierno) y "Heaven's Gate" (La puerta del cielo) respectivamente; ambas puertas son las "caras" de una misma cosa. Estos fenómenos tuvieron varias consecuencias: Tokio pierde el cielo natural y la visualización de estrellas, apareciendo en su lugar unos puntos brillantes que lo parecen. Algunas personas son afectadas aleatoriamente (en lo aparente) y adquieren habilidades especiales. Aparecen nuevas especies vegetales con propiedades extraordinarias. Al interior de la Heaven's y Hell's Gate, hay una neblina verde y son en general zonas inhabitables. 
Las personas afectadas por la "Hell's Gate o Heaven's Gate" que adquirieron habilidades son clasificadas de a cuerdo a ellas como "Dolls", "Contratistas" o "Moratoriums". Los dos primeros presentan además de sus habilidades sobrenaturales, la falta, absoluta o parcial, de emociones o comportamientos como las empatía, sociabilidad y/o consiciencia. Los terceros, no tienen control sobre sus habilidades y a veces las despliegan por estrés emocional. 
Otra consecuencia del "Hell y Heaven's Gate" es que se forman organizaciones( gubernamentales, privadas, criminales e internacionales) con objetivos misteriosos y no divulgados, pero con relación a la existencia de los contratistas, dolls, y moratoriums. Algunas los usan en sus operaciones o por el contrario, investigan y combaten asuntos relacionados con ellos. No solamente eso, también instituciones de gobierno, ya existentes, de diferentes países, integran a esta gente en sus actividades, como el caso de la CIA o el MI6.
La historia gira en torno a Hei, un contratista que trabaja para una de esas organizaciones misteriosas, denominada El Sindicato. Es enviado a Tokio bajo la falsa identidad de un estudiante chino de intercambio, Lee Shen Shun. Su código es BK201, "El Shinigami negro" y es acompañado por una unidad de esa organización. Dicha unidad está conformada por Hei, Yin, Mao y Huang. En un principio, vemos las misiones u operaciones asignadas por El Sindicato a la unidad de Hei y como trabajan para cumplirlas. Y por otro lado, vemos como la unidad especial de la Policía de Japón, encargada de investigar los casos relacionados con contratistas, va tratando de resolver los incidentes en donde Hei y otros contratistas de diferentes organizaciones o instituciones, participan.  
Sin embargo, la trama va desarrollándose y desenvolviendo una situación mucho mayor y compleja, que involucra el destino de todos aquellos con habilidades sobrenaturales, el cuestionamiento de su naturaleza y la razón de su existencia. También se plantea su relación con la humanidad que no adquirió habilidades, si es posible una convivencia pacífica entre ambas partes, si siempre estarán en conflicto, si es la humanidad la que debe utilizar a los contratistas y dolls o si son ellos los que tienen derecho a conquistar y gobernar. Conforme esto va desarrollándose vemos a como Hei, Yin y otros personajes, se ven envueltos en ello y el papel que toman en la situación que resulta ser mucho más importante, de lo que aparentaba al comienzo.

## Terminología
- Hell's Gate (地獄門（ヘルズ・ゲート） Jigoku Mon (Heruzu Gēto)?)

Así se le designó a toda el área afectada, principalmente Tokio, por el fenómeno que se presentó 10 años antes del inicio de los eventos de la primera temporada de Darker than Black. El fenómeno se dio a la par con un fenómeno igual o muy similar que afectó a una extensa zona de América del Sur. Los orígenes de la aparición de la puerta, no se saben o no han sido divulgados al público, al parecer, ambas puertas se dieron por unos meteoritos que cayeron al mismo tiempo sobre la Tierra. La zona, del Hell´s Gate no es habitable y es de difícil acceso. Produjo la aparición de Contratistas y Dolls o al menos ambos fenómenos están relacionados.
Los contratistas se ven afectados cuando entran a esta zona, llegando a perder el control y los fragmentos de meteorito que se han recolectado de ahí, pueden potencializar las habilidades sobrenaturales. Un contratista o doll que haya perdido sus poderes puede recuperarlos, conforme se va acercando. Así mismo, ellos pueden sufrir de alucinaciones o ser perturbados por efectos de Hell´s Gate
Todo dentro del Hell´s Gate, fue afectado, el ambiente, al parecer no es apto para seres humanos sin habilidades, no pueden entrar ahí sin un traje protector. Algunas plantas dentro de esa zona, resultaron afectadas y desarrollaron propiedades que pueden por ejemplo, retrasar o dormir la aparición de los poderes sobrenaturales de un contratista y sus cambios de comportamiento. Otras adquieren la apariencia y estructura como de piedra o cristal, y lo insectos polinizadores que la consumen producen una potente droga que afecta a los humanos sin habilidades sobrenaturales, pero no se sabe sus efectos sobre quienes si las tienen. Hay una neblina verde, no se saben la razones de ello o si es tóxica. 
- Heaven's Gate

Es el nombre que se le dio a la zona afectada por el evento "gemelo" a la Hell´s Gate, descrito anteriormente. Pero afectando a una zona de América del Sur, principalmente Brasil. Se sabe que tenía efectos iguales o muy similares a los del Hell´s Gate, por tanto, se puede concluir, que ambas puertas, son las responsables de la aparición de contratistas, dolls, moratoriums, etc. en todo el mundo. 
Desapareció 5 años antes del inicio de la historia junto a un radio de 1500 km.durante el evento llamado "Guerra del cielo", que además también produjo la desparición o muerte de miles de personas y contratistas, haciendo esa área inaccesible, su naturaleza es incierta pero se sabe que ambas puertas están relacionadas, además de que se encuentran en puntos opuestos del globo. La "Guerra del cielo" fue una batalla entre contratistas del Sindicato que estaba planeando la erradicación de ellos y dolls (aun cuando sus agentes eran ignorantes de ese plan). Y contratistas, probablemente de Evening Primrose, que estaban tratando de evitar los planes del Sindicato.Aunque es más correcto decir, que esa guerra fue causada por la filtración de los Documentos de Mitaka.
El caso es que ambos bandos necesitaban de las habilidades de "Pai" para generar un fenómeno cuántico; por un lado, el Sindicato iba a usar un acelerador de partículas y los efectos de los poderes de Pai, para destruir o desaparecer la puerta, sus efectos y con ello garantizar la desaparición de los contratistas. Básicamente un genocidio. Mientras que Evening Primrose, quería detenerlos y lo logró, pero con ello provocó el status incierto de la existencia de la Heaven´s Gate y de miles o millones de civiles y contratistas, como el caso de la hermana de Hei. La posibilidad para el Sindicato de cumplir su plan de exterminio, se da cada determinado tiempo, cada cinco años (aproximadamente) cuando el Sol entra en una fase de explosiones o tormentas que parecen afectar el estado de las Gates, puertas. Que a su vez, generan reacciones en los contratistas y dolls, no es claro si afecta a todos, o a algunos, pero durante ese periodo la actividad de contratistas y dolls se incrementa.Ejemplos de las reacciones: algunos dolls presentan más actividad y expresividad, incluso llegan a hablar y dar mensajes crípticos, como el caso de La Gran Observadora.
- Contratistas (契約者 Keiyakusha?)

Son personas que obtuvieron poderes sobrenaturales que se podrían llamar "activos", se puede decir que resultaron afectados por los fenómenos de la Hell´s y Heaven´s Gate. Sin embargo aparecieron en todo el mundo, no solamente en las zonas afectadas. No todos los contratistas aparecen o aparecieron justos después de los fenómenos. Años después siguen apareciendo contratistas. 
Estas personas que han obtenido habilidades sobrehumanas, presentan ciertos cambios en su comportamiento, han perdido o bloqueado la mayor parte de sus emociones y desarrollado un tren de pensamiento muy lógico, racional e inteligente. También pierden cierto grado de sociabilidad y empatía haciéndoles cortar lazos emocionales con familiares y amigos, considerándolos innecesarios, sin sentir apego, o responsabilidad por ellos o los toman en cuenta, únicamente si son benéficos para ellos mismos. De hecho, tienen un sentido de la supervivencia muy agudo, buscan lo que es mejor para ellos, lo que les será benéfico o en situaciones extremas, preferirán aquello que les salve la vida. Por ende, se diría que son amorales. La mayoría presenta un gesto de seriedad en el rostro. Y todo indica que tienen una tendencia a la agresividad, es decir,  no dudan en usar sus habilidades, de forma letal, lo prefieren a huir o resistir (probablemente porque es lo que más oportunidades les da). Todo eso los hace atractivos agentes para diferentes organizaciones de gobiernos, criminales, etc. o buenos mercenarios y espías.
Son conscientes de sus recuerdos y sus vidas pasadas, pero no logran comprenderlos, no entienden porque actuaron de cierta forma en su pasado (como humanos comunes), ni los sentimientos que tuvieron antes. Sin embargo, sus habilidades no son gratuitas, vienen con un "contrato" implícito, que consiste en que cada vez que usen sus poderes, deben pagar un precio. Este pago es una acción, un comportamiento, generalmente autodestructivo o que no del agrado del contratista, y cada uno de ellos tiene que pagar una retribución distinta. Algunos ejemplos: romperse los dedos de las manos, cantar una canción, dormir o quedar inconsciente, fumar aunque se considere malo para la salud, escribir poesía, arrancarse el cabello, no poder mentir, atragantarse con algún objeto , entre otros. No es claro que le sucede a un contratista si se resiste o no le es permitido pagar su retribución. Esto es un comportamiento tipo obsesivo-compulsivo.
También las habilidades de cada Contratistas son distintas y muy variadas, hay quienes pueden manipular fuerzas fundamentales del universo como la gravedad o el electromagnetismo, hay otros que pueden viajar en el tiempo, poseer el cuerpo de otros y/o de animales o materializar objetos desde el interior de su cuerpo al exterior o de la nada. 
- Doll (ドール Dōru?)

Un médium pasivo, creado a imagen de alguna otra persona. El Doll recibe los recuerdos de dicha persona, y puede incluso asumir su personalidad. Al contrario que los Contratistas, que conservan ciertas emociones, los Dolls no tienen ningún tipo de sentimiento propio a pesar de que pueden evolucionar y demostrar emociones como en el caso de Yin.
- Moratorios ( Moratorium?)

Una especie de estado intermedio entre un Contratistas y un Doll. Parecen ser personas con poderes de Contratista, pero incapaces de la retribución. En consecuencia, usan sus poderes sin ser conscientes de ello, deslizándose en un estado de inconsciencia parecido al de los Dolls. De acuerdo con Mao, las posibilidades de que un Moratorium se convierta en Contratista son prácticamente nulas, aunque en el caso de Mai llega a suceder. Debido a su incapacidad de controlar sus habilidades, los Moratorium son considerados altamente peligrosos y puestos en cuarentena.
- El Sindicato (組織 Soshiki?)

Una misteriosa organización a la que pertenecen Hei, Yin, Huang y Mao. Son capaces de cualquier cosa para que no los descubran. Huang siempre le teme al sindicato porque sabe que si hacen algo mal el sindicato los despide y los asesina.
- Regressor

Un Contratista que pierde sus poderes a cambio de la esperanza de una vida normal. Para recuperar sus poderes, debe ir a la puerta y recuperar sus poderes aunque también con la consecuencia de que tendrá deseos de matar como lo hacía antes.
- Retribución

El acto de pago de un Contratista por el uso de sus poderes. Varía de Contratista a Contratista, y los Contratistas deben realizarlo pese a sus preferencias personales y a menudo es un acto personal destructivo. Es posible saldar permanentemente una Retribución en ciertas circunstancias: cuando Mao perdió su cuerpo, por ejemplo, perdió su retribución (quiere decir que aunque use sus poderes ya no es necesario que haga una "retribución").

## Episodios
Darker than Black empezó a emitirse el 5 de abril de 2007 en MBS, TBS, CBC y sus cadenas afiliadas, además hace poco terminó de emitirse por la cadena de televisión paga Cityvibe en América Latina.
Finalizó el 28 de septiembre de 2007 con un total de 25 episodios.
En el 2009 salió una segunda temporada que consta de 12 episodios que cuentan la historia de lo que sucedió después de lo ocurrido en la puerta de infierno (HELL's GATE).
Luego para el 2010 salieron 4 Episodios (OVAS) llamados en común "Gaiden". Estos son la secuela de la temporada 1, es decir, lo que pasó entre la temporada 1 y la 2, explicando muchas interrogantes y finalizando totalmente la publicación de la serie. 
Adicionalmente la serie consta de un capítulo extra el cual está situado, cronológicamente, en la tercera de cuatro partes, conocido como capítulo 26, que se encuentran en los DVD.

## Música

### Temas de apertura
- "Howling" (Episodio 1-14)

Interpretación: Abingdon Boys School
Discográfica: Epic Records Japan
Letras: Takanori Nishikawa
Composición: Hiroshi Shibasaki
Arreglos: Hiroshi Shibasaki, Shōji Morifuji, Toshiyuki Kishi
- "Kakusei Heroism ~The Hero Without A Name~" (Episodio 15-25)

Interpretación: An Café
Discográfica: MusicRay'n Inc.
- Tsukiakari no michishirube (DTB Ryuusei no gemini)"

Interpretación: Stereopony
Letras: AIMI
Composición: AIMI

### Temas de cierre
- "Tsuki Akari" (ツキアカリ?)

Interpretación: Rie fu
Letras y composición: Rie fu
Arreglos: Tadashi Ueda
- Dreams (Episodio 15-25)"

Interpretación: High and Mighty Color
Letras: Maakii y Yuusuke
Composición: High and Mighty Color
- From dusk till dawn (DTB Ryuusei no gemini)"

Interpretación: Abingdon Boys School
Letras: Nishikawa Takanori
Composición: Shibazaki Hiroshi
- Darker than black(ovas)

Interpretación: Yasushi Ishii
Letras: Yasushi Ishii
Composición: Yasushi Ishii